# 5. armija (Austro-Ugarska)
5. armija (njem. 5. armee) je bila vojna formacija austrougarske vojske u Prvom svjetskom ratu. Tijekom Prvog svjetskog rata djelovala je na Balkanskom, te na Talijanskom bojištu.

## Balkansko bojište
Peta armija formirana je nakon što je Austro-Ugarska proglasila mobilizaciju u kolovozu 1914. godine. Armija se nalazila na Balkanskom bojištu, te se na početku rata sastojala od dva korpusa i to VIII. korpusa kojim je zapovijedao Artur Giesl von Gieslingen i XIII. korpusa kojim je zapovijedao Adolf von Rhemen. Zapovjednikom armije imenovan je general pješaštva Liborius von Frank.
Odmah na početku rata 5. armija sudjeluje u prvoj invaziji na Srbiju (12. kolovoza – 24. kolovoza 1914.). Jedinice 5. armije tako u noći 11. kolovoza 1914.  prelaze Drinu i ulaze u Srbiju s konačnim ciljem zauzimanja Valjeva. Prema planu sa sjevera je dolinom Morave trebala napredovati 2. armija, ali se to nije dogodilo jer je ista zbog ranije ruske mobilizacije upućena na Istočno bojište. Shvativši da im od 2. armije ne prijeti opasnost, srpsko Vrhovno zapovjedništvo premješta srpsku 2. armiju prema zapadu i planini Cer. U međuvremenu, XIII. korpus uspijeva zauzeti Krupanj, te jedinice 5. armije uspijevaju zauzeti dio Cera. Međutim, ubrzo srpska 2. armija pod zapovjedništvom Stepe Stepanovića kreće je protunapad, te u Cerskoj bitci (15. kolovoza – 24. kolovoza 1914.) poražava i potiskuje austrougarske snage. Zbog napredovanja srpske vojske prijetila je opasnost da cjelokupni VIII. korpus 5. armije bude opkoljen tako da se 5. armija do 23. kolovoza 1914. morala u potpunosti povući sa srpskog teritorija.
Ubrzo nakon poraza u Cerskoj bitci, jedinice 5. armije sudjeluju u drugoj invaziji na Srbiju (8. rujna – 4. listopada 1914.). Jedinice VIII. korpusa tako 5. rujna 1914. ponovno prelaze Drinu, te uspostavljaju mostobran na istočnoj obali, dok južnije XIII. korpus probija srpske položaje kod Zvornika. Međutim, srpsko Vrhovno zapovjedništvo je ponovno pokrenulo protunapad, te je u Bitci na Drini (6. rujna – 4. listopada 1914.) zaustavilo austrougarsko napredovanje, iako austrougarske jedinice nije uspjelo u potpunosti izbaciti sa srpskog teritorija.
U novi, treći napad na Srbiju (6. studenog – 15. prosinca 1914.) 5. armija kreće početkom studenog 1914. Ovaj put srpska vojska nije uspjela zaustaviti austrougarsko napredovanje. Jedinice 5. armije su tako prešle Kolubaru, te je srpsko Vrhovno zapovjedništvo bilo prisiljeno napustiti Beograd u koji su jedinice 5. armije ušle 1. prosinca 1914. godine. Međutim, srpsko Vrhovno zapovjedništvo je ponovno pokrenuo protunapad. Ovaj put je srpska 1. armija pod zapovjedništvom Živojina Mišića prodrla u prazninu koja se stvorila između jedinica 5. i 6. armije, te u Kolubarskoj bitci (16. studenog – 15. prosinca 1914.) nanijela austrougarskim jedinicama novi teški poraz. Oskar Potiorek, zapovjednik Balkanske vojske i 6. armije morao je narediti povlačenje, te se 5. armija morala povući sa srpskog teritorija. Zbog novog austrougarskog poraza zapovjednik 5. armije Liborius von Frank je 27. prosinca 1914. smijenjen.

## Talijansko bojište
Nakon ulaska Italije u rat na strani Antante 5. armija je premještena na novoformirano Talijansko bojište. Na talijanskom ratištu 5. armija se sastoji od XV. korpusa pod zapovjedništvom Vincenza Foxa i XVI. korpusa pod zapovjedništvom Wenzela von Wurma. Novim zapovjednikom 5. armije imenovan je general pješaštva Svetozar Borojević, dotadašnji zapovjednik 3. armije.
Talijanska vojska nakon objave rata 23. svibnja 1915. nije odmah krenula u napad, već je čekala potpunu koncentraciju i mobilizaciju kako bi krenula, kako je smatrala, u odlučujuću ofenzivu. Navedeno je iskoristio Borojević, te je dobiveno vrijeme iskoristio za izgradnju snažnih obrambenih položaja na rijeci Soči. Kada je 23. lipnja talijanska vojska konačno krenula u ofenzivu, dočekala ih je snažna vatra s dobro utvrđenih austrougarskih položaja. U Prvoj bitci na Soči (23. lipnja – 7. srpnja 1915.) Talijani su pretrpjeli neuspjeh i ogromne gubitke, iako su imali dvostruku prednost u ljudstvu. Odmah nakon prvog, uslijedio je drugi talijanski napad na položaje 5. armije. Međutim, i u Drugoj bitci na Soči (18. srpnja – 3. kolovoza 1915.) talijanske snage ne uspijevaju probiti austrougarske položaje, te i drugi talijanski napad završava neuspjehom. U međuvremenu je u srpnju 5. armija i ojačana na način da je u njezin sastav ušao VII. korpus kojim je zapovijedao nadvojvoda Josef. 
Nakon zatišja od dva mjeseca tijekom kojih su Talijani bojište ojačali znatnom količinom topništva, Talijani 18. listopada kreću u novi napad, ali niti u Trećoj bitci na Soči (18. listopada – 3. studenog 1915.) ne postižu nikakav vidljiviji rezultat. Isto se ponovilo i u Četvrtoj bitci na Soči (10. studenog – 2. prosinca 1915.) koja je uslijedila odmah nakon treće, a u kojoj su se operacije vodile na polovici napadnog fronta prethodne bitke.
Nakon predaha tijekom zimskih mjeseci, talijanska vojska na zahtjev Francuza pritisnutih kod Verduna, ponovno napada dio bojišta koje je držala 5. armija. Jednako kao i u prijašnjim, i u Petoj bitci na Soči (9. ožujka – 15. ožujka 1916.) talijanske jedinice bez ikakvih rezultata napadaju položaje 5. armije tako da je napad ubrzo obustavljen. Međutim, u novoj Šestoj bitci na Soči (6. kolovoza – 17. kolovoza 1916.) Talijani ostvaruju uspjeh. Naime, nakon dobro pripremljenog napada započetog 6. kolovoza talijanske jedinice uspijevaju potisnuti austrougarske, te 8. kolovoza zauzeti Goricu što je bio najveći talijanski uspjeh na sočanskom ratištu, kao i veliki propagandni dobitak. Međutim, usprkos navedenog uspjeha 5. armija nije bila razbijena, već je nakon povlačenja na položaje istočno od Gorice zaustavila talijanski napad koji je 17. kolovoza obustavljen. Neposredno nakon šestog, načelnik talijanskog Glavnog stožera Luigi Cadorna, naredio je novi talijanski napad na Soči. Međutim, u Sedmoj bitci na Soči 14. rujna – 18. rujna 1916.) talijanski napadi su odbijeni uz velike gubitke na obje strane, te je napad nakon četiri dana prekinut. Isti rezultat imala je i Osma bitka na Soči (10. listopada – 12. listopada 1916.) u kojoj su gubici i na talijanskoj i na austrougarskoj strani bili još i veći. Nakon osme, početkom studenog uslijedila je i Deveta bitka na Soči (31. listopada – 4. studenog 1916.) u kojoj su Talijani nakon teških borbi uspjeli zauzeti pojedine austrougarske položaje, koje su međutim, protunapadima jedinice 5. armije povratile uz obostrano velike gubitke.
Nakon Devete bitke na Soči na Talijanskom bojištu na Soči uslijedilo je zatišje sve do svibnja 1917. godine. U međuvremenu, 5. armija je znatno ojačana tako da se krajem travnja sastojala od pet korpusa i to VII., XV., XVI., XVII. i XXIII. korpusa. Talijanski napad u Desetoj bitci na Soči (10. svibnja – 8. lipnja 1917.) započeo je topničkom pripravom koja je trajala dva i pol dana, nakon čega je uslijedio napad pješaštva koje se uspjelo probiti na 15-km od Trsta. Međutim, 3. lipnja uslijedio je austrougarski protunapad u kojem su vraćeni gotovo svi izgubljeni položaji.
Tijekom Desete bitke na Soči 5. armija je reorganizacijom 24. svibnja 1917. prestala postojati. Na osnovi njezinih jedinica formirana je nova armija pod nazivom Sočanska armija.

## Zapovjednici
Liborius von Frank (1. kolovoza 1914. – 27. prosinca 1914.)
Svetozar Borojević (27. svibnja 1915. – 24. svibnja 1917.)

## Načelnici stožera
Maximilian Csicserics (1. kolovoza 1914. – 10. listopada 1914.)

Karl von Gerabek (10. listopada 1914. – 27. prosinca 1914.)

Alfred Krauss (27. prosinca 1914. – 27 svibnja 1915.)

Aurel von Le Beau (27. svibnja 1915. – 24. svibnja 1917.)

## Bitke
Balkansko bojište:

Prva invazija na Srbiju (12. kolovoza – 24. kolovoza 1914.)

Druga invazija na Srbiju (8. rujna – 4. listopada 1914.)

Bitka na Drini (6. rujna – 4. listopada 1914.)

Treća invazija na Srbiju (6. studenog – 15. prosinca 1914.)

Kolubarska bitka (16. studenog – 15. prosinca 1914.)
Talijansko bojište:

Prva bitka na Soči (23. lipnja – 7. srpnja 1915.)

Druga bitka na Soči (18. srpnja – 3. kolovoza 1915.)

Treća bitka na Soči (18. listopada – 3. studenog 1915.)

Četvrta bitka na Soči (10. studenog – 2. prosinca 1915.)

Peta bitka na Soči (9. ožujka – 15. ožujka 1916.)

Šesta bitka na Soči (6. kolovoza – 17. kolovoza 1916.)

Sedma bitka na Soči (14. rujna – 18. rujna 1916.)

Osma bitka na Soči (10. listopada – 12. listopada 1916.)

Deveta bitka na Soči (31. listopada – 4. studenog 1916.)

Deseta bitka na Soči (10. svibnja – 8. lipnja 1917.)

## Sastav
- kolovoz 1914.: VIII. korpus, XIII. korpus
- listopad 1914.: VIII. korpus, Kombinirani korpus, Grupa Srijem, Grupa Banat
- prosinac 1914.: VIII. korpus, XIII. korpus, Kombinirani korpus, Grupa Srijem, Grupa Banat
- svibanj 1915.: XV. korpus, XVI. korpus
- lipanj 1915.: XV. korpus, XVI. korpus
- srpanj 1915.: VII. korpus, XV. korpus, XVI. korpus
- listopad 1915.: III. korpus, VII. korpus, XV. korpus, XVI. korpus
- ožujak 1916.: VII. korpus, XVI. korpus
- svibanj 1916.: VII. korpus, XV. korpus, XVI. korpus
- kolovoz 1916.: VII. korpus, XV. korpus, XVI. korpus
- rujan 1916.: VII. korpus, XV. korpus, XVI. korpus
- studeni 1916.: VII. korpus, XV. korpus, XVI. korpus, XVII. korpus, XXIII. korpus
- travanj 1917.: VII. korpus, XV. korpus, XVI. korpus, XVII. korpus, XXIII. korpus
- svibanj 1917.: VII. korpus, XV. korpus, XVI. korpus, XVII. korpus

## Vojni raspored 5. armije na početku Prvog svjetskog rata
Zapovjednik: general pješaštva Liborius von Frank

- VIII. korpus (genkonj. Arthur Giesl von Gieslingen)
  - 9. pješačka divizija (podmrš. Scheuchenstuel)
  - 21. zaštitna divizija (podmrš. Przyborski)

- XIII. korpus (genpj. Adolf von Rhemen)
  - 36. pješačka divizija (podmrš. Czibulka)
  - 42. honvedska divizija (podmrš. Sarkotić)

## Vojni raspored 5. armije sredinom rujna 1914.
Zapovjednik: general pješaštva Liborius von Frank

- Kombinirani korpus (podmrš. Alfred Krauss)
  - 29. pješačka divizija (podmrš. Zedtwitz)
  - 7. pješačka divizija (podmrš. Lütgendorf)

- VIII. korpus (genkonj. Arthur Giesl von Gieslingen)
  - 9. pješačka divizija (podmrš. Scheuchenstuel)
  - 21. zaštitna divizija (podmrš. Przyborski)

- XIII. korpus (genpj. Adolf von Rhemen)
  - 36. pješačka divizija (podmrš. Czibulka)
  - 42. honvedska divizija (podmrš. Sarkotić)

## Vojni raspored 5. armije u svibnju 1915.
Zapovjednik: general pješaštva Svetozar Borojević

- XV. korpus (genpj. Vincenz Fox)
  - 1. pješačka divizija (podmrš. Bogat)
  - 50. pješačka divizija (podmrš. Kalser)

- XVI. korpus (gentop. Wenzel von Wurm)
  - 58. pješačka divizija (genboj. Zeidler)
  - 18. pješačka divizija (genboj. Böltz)
  - 48. pješačka divizija (podmrš. Gabriel)

- Armijska pričuva
  - 93. pješačka divizija (genboj. Boog)
  - 94. pješačka divizija (podmrš. Kuczera)
  - 57. pješačka divizija (podmrš. H.Goiginger)

## Vojni raspored 5. armije u listopadu 1915.
Zapovjednik: general pješaštva Svetozar Borojević

- XV. korpus (podmrš. Rudolf Stöger-Steiner)
  - 50. pješačka divizija (genboj. Tunk)
  - 1. pješačka divizija (podmrš. Schmidt von Fussina)

- XVI. korpus (gentop. Wenzel von Wurm)
  - 18. pješačka divizija (genboj. Novak)
  - 58. pješačka divizija (genboj. Zeidler)

- VII. korpus (nadvoj. Josef)
  - 20. honvedska divizija (genboj. Lukachich)
  - 17. pješačka divizija (podmrš. Gelb)
  - 106. landšturmska divizija (podmrš. Kletter)

- III. korpus (podmrš. Josef Krautwald)
  - 28. pješačka divizija (podmrš. Schneider)
  - 22. zaštitna divizija (genboj. Schön)

- Pod neposrednim zapovjedništvom armije
  - Grupa Trst (genboj. Wasserthal)
  - Grupa Rijeka (genboj. Istvanovic)

## Vojni raspored 5. armije pred Tirolsku ofenzivu
Zapovjednik: general pješaštva Svetozar Borojević

- XVI. korpus (gentop. Wenzel von Wurm)
  - 62. pješačka divizija (genboj. Novak)
  - 58. pješačka divizija (genboj. Zeidler)

- VII. korpus (nadvoj. Josef)
  - 20. honvedska divizija (genboj. Lukachich)
  - 17. pješačka divizija (podmrš. Gelb)
  - 106. landšturmska divizija (podmrš. Kletter)

- III. korpus (podmrš. Josef Krautwald)
  - 6. pješačka divizija (podmrš. Schönburg-Hartenstein)
  - 22. zaštitna divizija (genboj. Schön)
  - 28. pješačka divizija (podmrš. Schneider)
  - 18. pješačka divizija (genboj. Stracker)

- Pod neposrednim zapovjedništvom armije
  - 61. pješačka divizija (podmrš. Winckler)
  - 9. pješačka divizija (genboj. Krasel)
  - Grupa Rijeka (genboj. Ištvanović)
  - IV. okrug (kadm. Koudelka)

## Vojni raspored 5. armije u kolovozu 1916.
Zapovjednik: general pješaštva Svetozar Borojević

- XV. korpus (podmrš. Rudolf Stöger-Steiner)
  - 50. pješačka divizija (genboj. Gerabek)
  - 1. pješačka divizija (podmrš. Schmidt von Fussina)

- XVI. korpus (gentop. Wenzel von Wurm)
  - 62. pješačka divizija (genboj. Novak)
  - 58. pješačka divizija (genboj. Zeidler)

- VII. korpus (nadvoj. Josef)
  - 20. honvedska divizija (genboj. Lukachich)
  - 17. pješačka divizija (podmrš. Gelb)
  - 9. pješačka divizija (podmrš. Schenk)

- Pod neposrednim zapovjedništvom armije
  - Grupa Rijeka (genboj. Ištvanović)
  - IV. okrug (kadm. Koudelka)

## Vanjske poveznice
(eng.) 5. armija na stranici Austrianphilately.com  Arhivirana inačica izvorne stranice od 20. ožujka 2021. (Wayback Machine)

(eng.) 5. armija na stranici Austro-Hungarian-Army.co.uk